# Oxalis rusbyi
Oxalis rusbyi är en harsyreväxtart som beskrevs av A. Lourteig. Oxalis rusbyi ingår i släktet oxalisar, och familjen harsyreväxter. Inga underarter finns listade i Catalogue of Life.